# Memphis Beat (album de Jerry Lee Lewis)
Albums de Jerry Lee Lewis
Country Songs for City Folks
(1965) By Request: More of the Greatest Live Show on Earth
(1966)
Memphis Beat est un album de Jerry Lee Lewis, enregistré sous le label Smash Records et sorti en 1966.

## Liste des chansons
1. Memphis Beat (M. Haddington/D. Lipscomb/A. Reynolds)
2. Mathilda (G. Khoury/H. Thierry)
3. Drinkin' Wine, Spo-Dee-O-Dee (S. McGhee/J. Williams)
4. Hallelujah I Love Her So (Ray Charles)
5. She Thinks I Still Care (D. Lipscombe)
6. Just Because (en) (S. Robin/B. Shelton/J. Shelton)
7. Sticks and Stones (Titus Turner)
8. Whenever You're Ready (Cecil Harrelson)
9. Lincoln Limousine (Jerry Lee Lewis)
10. Big Boss Man (song) (en) (Luther Dixon/Al Smith)
11. Too Young (S. Dee/S. Lippman)
12. The Urge (Donnie Fritts (en))

## Source de la traduction
- (en) Cet article est partiellement ou en totalité issu de l’article de Wikipédia en anglais intitulé « Memphis Beat (Jerry Lee Lewis album) » (voir la liste des auteurs).